# Scinax perereca
Espèce
Statut de conservation UICN

 LC  : Préoccupation mineure
Scinax perereca est une espèce d'amphibiens de la famille des Hylidae.

## Répartition
Cette espèce se rencontre :
- au Brésil dans les États du Rio Grande do Sul, du Minas Gerais et de l'État de São Paulo ;
- dans le Nord la province de Misiones en Argentine.

Sa présence est incertaine au Paraguay.

## Étymologie
Le nom spécifique perereca vient du Tupi perereca, la rainette.

## Publication originale
- Pombal, Haddad & Kasahara, 1995 : A new species of Scinax (Anura: Hylidae) from southeastern Brazil, with comments on the genus. Journal of Herpetology, vol. 29, no 1, p. 1-6 (texte intégral).